# Elin Kallio

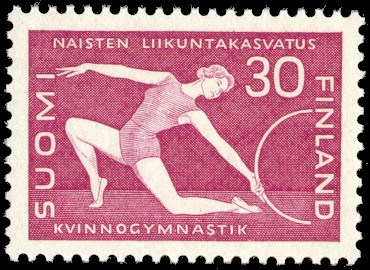
Kallio sur un timbre finlandais de 1959

Elin Kallio (23 avril 1859 Helsinki, Finlande – 25 décembre 1927, Helsinki) est une célèbre gymnaste finlandaise. Elle est considérée comme la fondatrice du mouvement gymnastique féminin en Finlande.
Kallio a fait ses études à l’Institut Royal de Gymnastique de Stockholm. Elle a enseigné la gymnastique pendant trente-quatre ans dans des écoles finlandaises privées pour fille et à l'Université d'Helsinki. Elle a fondé la première association finlandaise pour les femmes gymnastes en 1876 qui s'est développée en la Fédération finlandaise des Femmes Gymnastes en 1896.
Kallio a beaucoup écrit sur la gymnastique et sur l'éducation physique des femmes
En 1959, une centaine d'années après sa naissance, elle a été commémorée sur un timbre postal finlandais.
Elle est la fille du théologien Gabriel Mauritz Waenerberg (sv) et  d'Agata Sofia Aschan et la sœur de l'artiste Thorsten Waenerberg (de).